# 信息瓶颈
信息瓶颈（英語：information bottleneck）是信息论中的一种方法，由纳夫塔利·泰斯比、费尔南多·佩雷拉（Fernando C. Pereira）与威廉·比亚莱克于1999年提出。对于一随机变量{\displaystyle X}，假设已知其与观察变量{\displaystyle Y}之间的联合概率分布{\displaystyle p(X,Y)}。此时，当需要概括（聚类）{\displaystyle X}时，可以通过信息瓶颈方法来分析如何最优化地平衡准确度与复杂度（数据压缩）。该方法的应用还包括分布聚类（distributional clustering）与降维等。此外，信息瓶颈也被用于分析深度学习的过程。
信息瓶项方法中运用了互信息的概念。假设压缩后的随机变量为{\displaystyle T}，我们试图用{\displaystyle T}代替{\displaystyle X}来预测{\displaystyle Y}。此时，可使用以下算法得到最优的{\displaystyle T}：
{\displaystyle \min _{p(t|x)}\,\,I(X;T)-\beta I(T;Y),}
其中{\displaystyle I(X;T)}与{\displaystyle I(T;Y)}分别为{\displaystyle X}与{\displaystyle T}之间、以及{\displaystyle T}与{\displaystyle Y}之间的互信息，可由{\displaystyle p(X,Y)}计算得到。{\displaystyle \beta }则表示拉格朗日乘数。